# Stapstenen

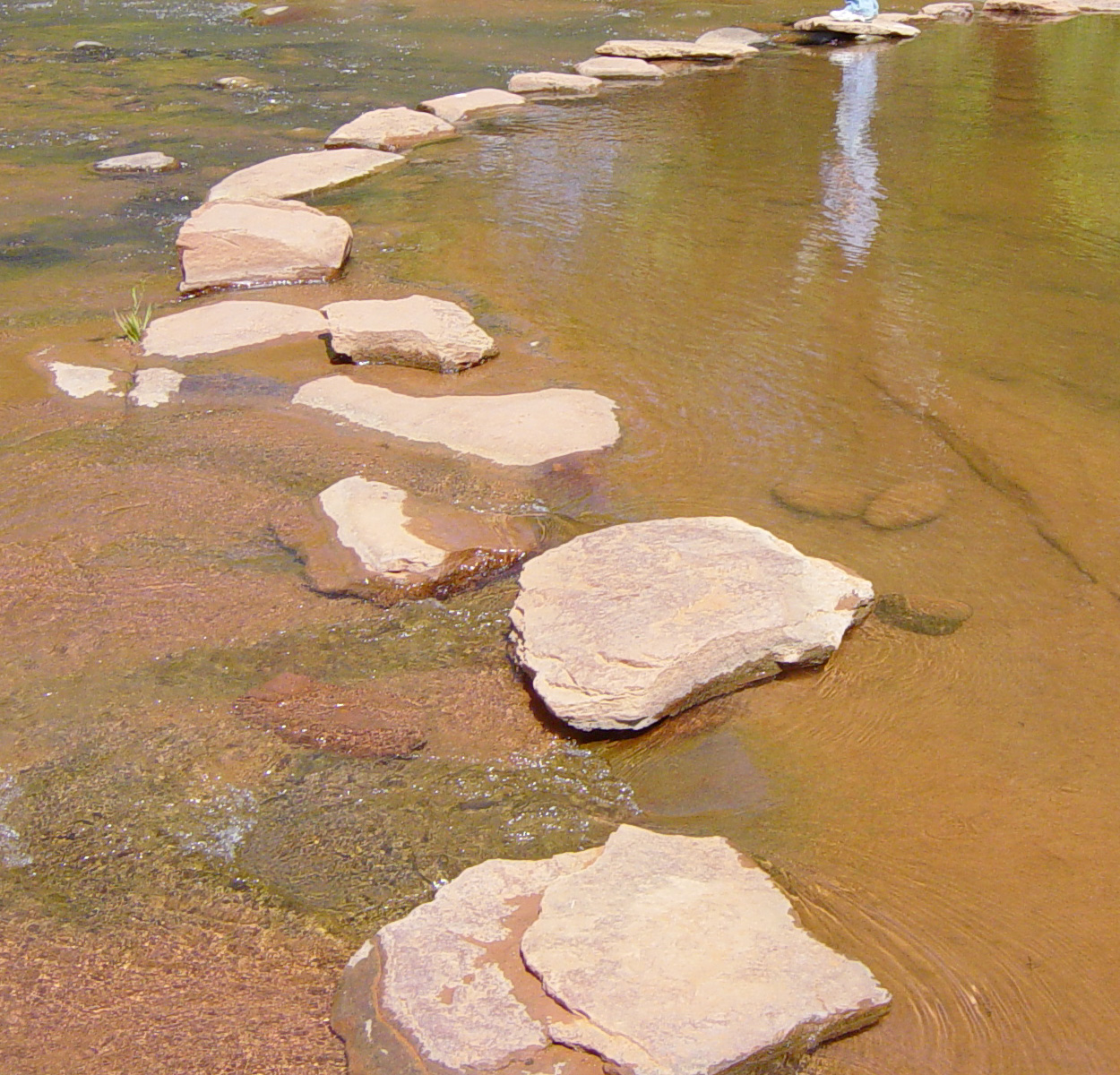
Stapstenen in een natuurlijke stroom

Stapstenen zijn losliggende stenen waarover voetgangers de overkant van een water kunnen bereiken.
Dit alternatief voor een brug komt onder andere veel voor in Japanse en Chinese tuinen om vijvers en stroompjes over te steken. Ook in tuinen en parken in westerse stijl worden stapstenen gebruikt. Het betreft dan vooral rechthoekige stenen. Voorbeelden van gebruik in westerse parken zijn onder andere het Freeway Park te Seattle en het Keller Fountain Park te Portland.

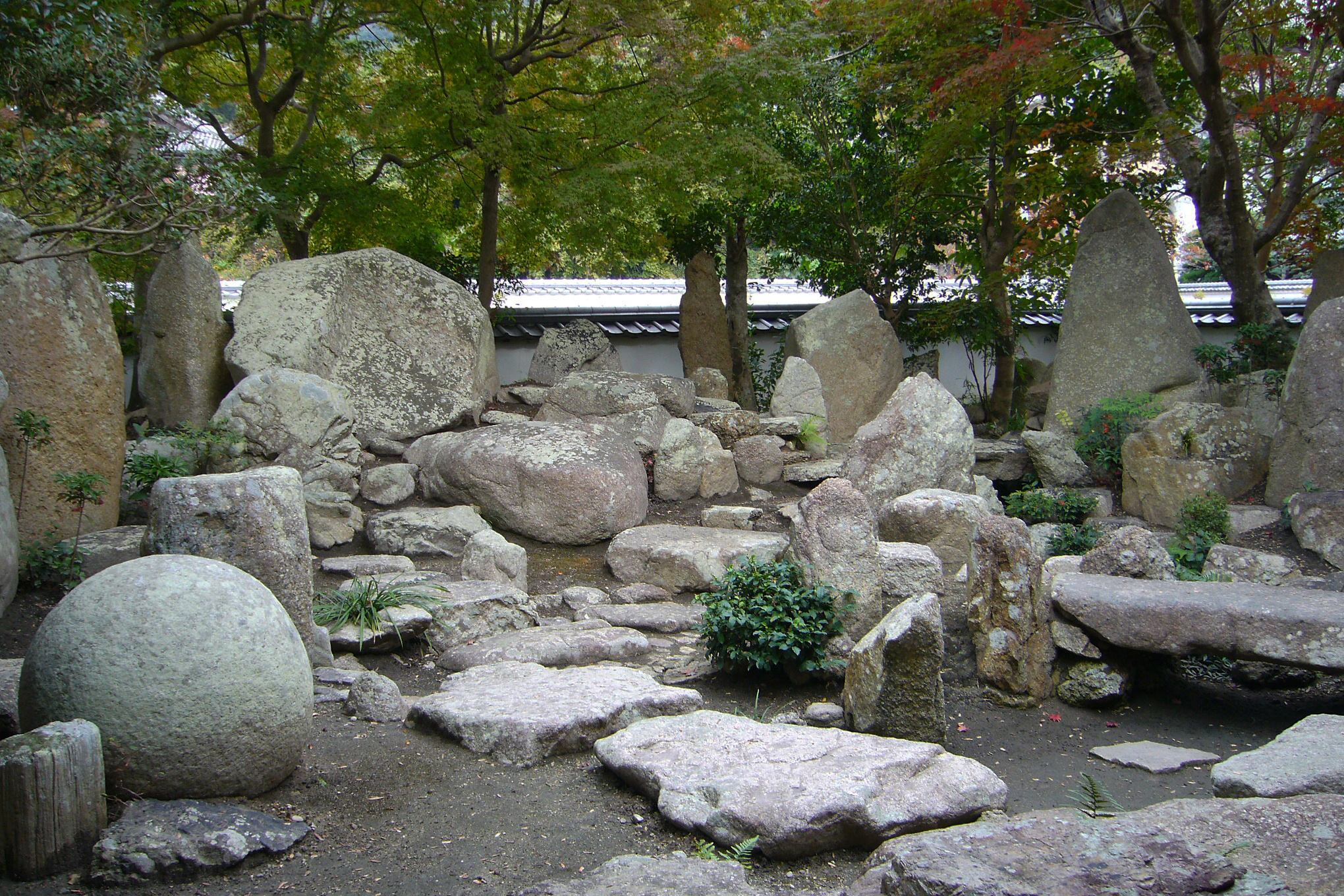
Stapstenen in een Japanse tuin te Kobe, Japan
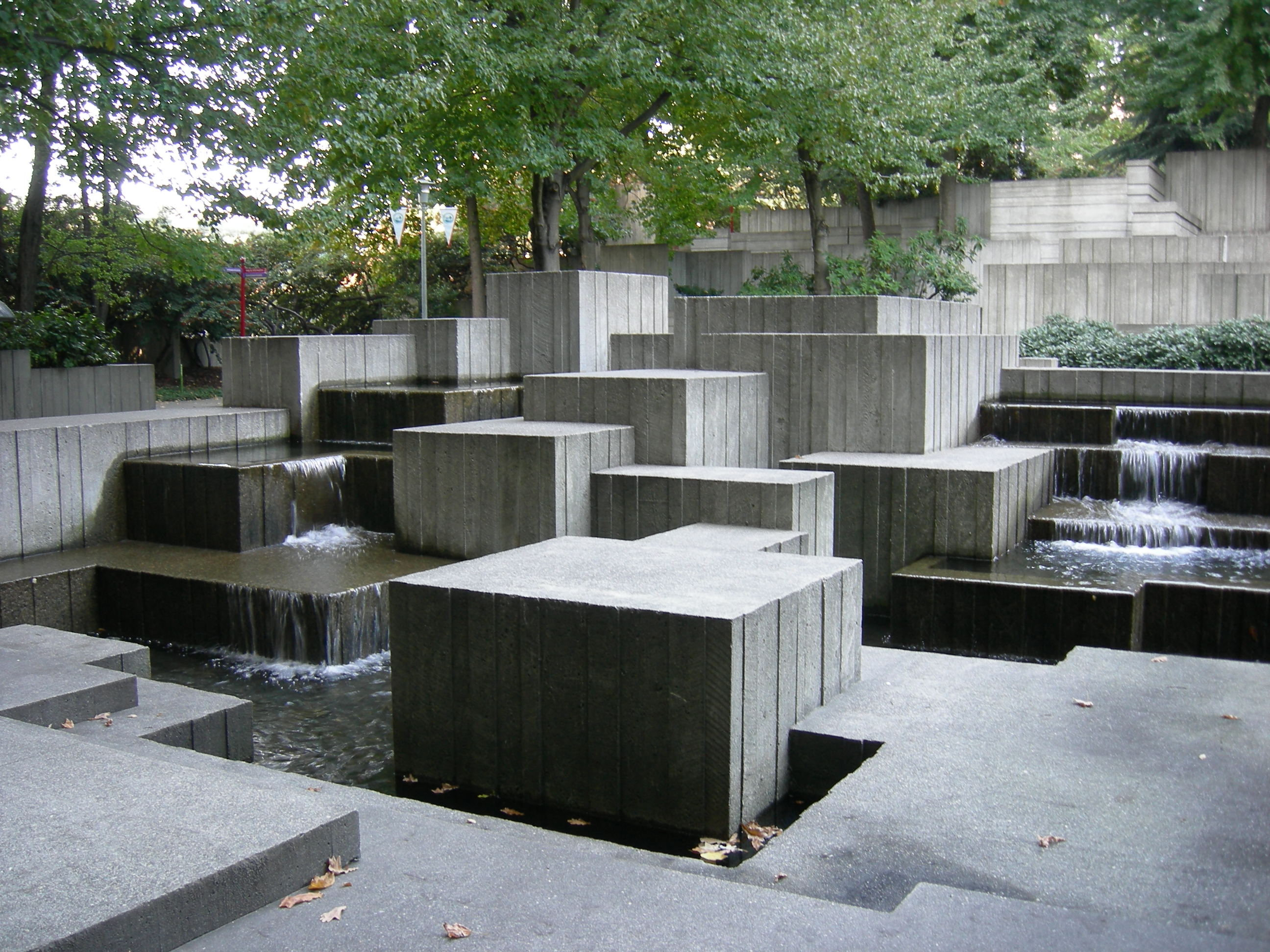
Freeway Park te Seattle, VS
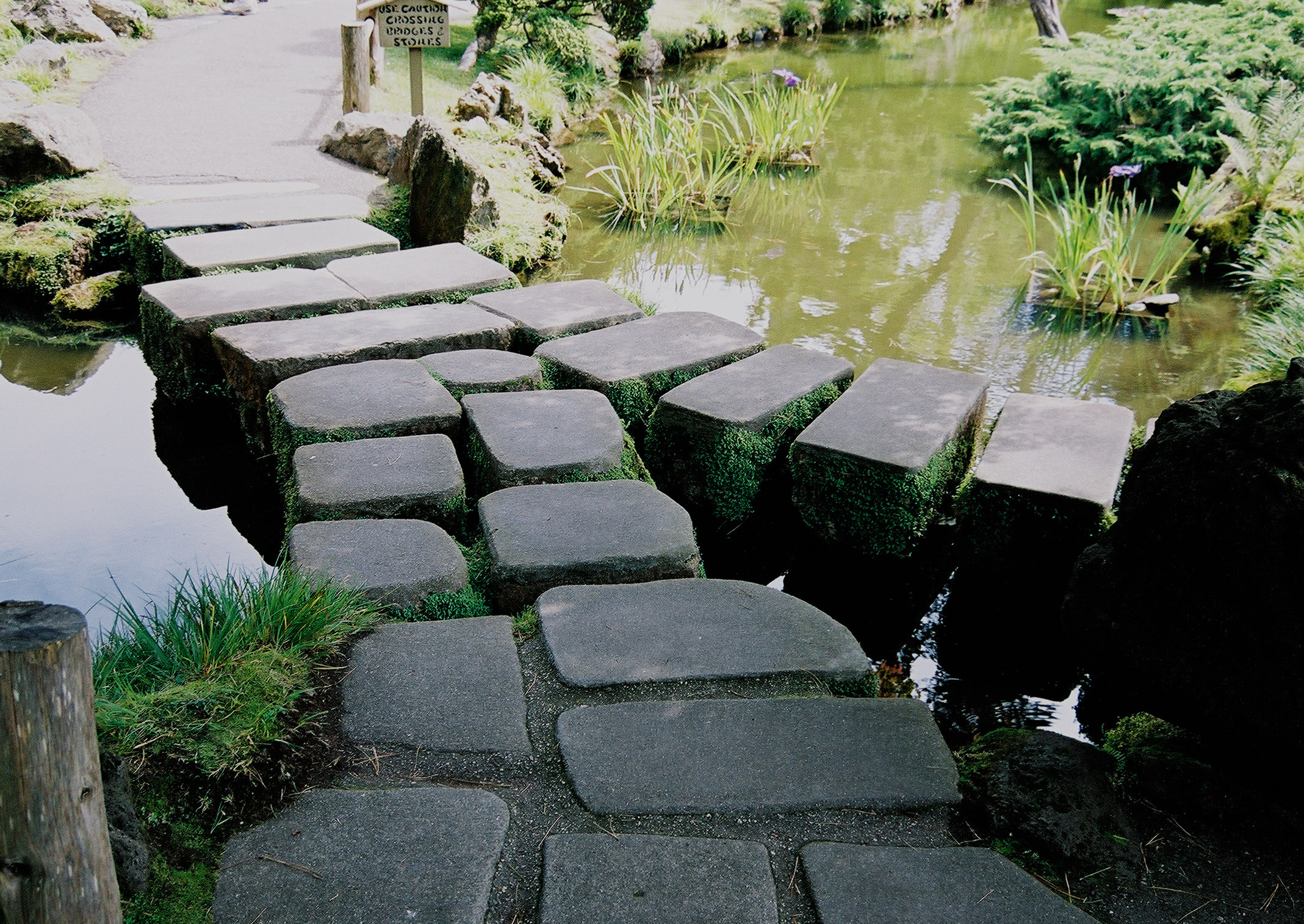
Stapstenen in een Japanse tuin in het Golden Gate Park te San Francisco, VS
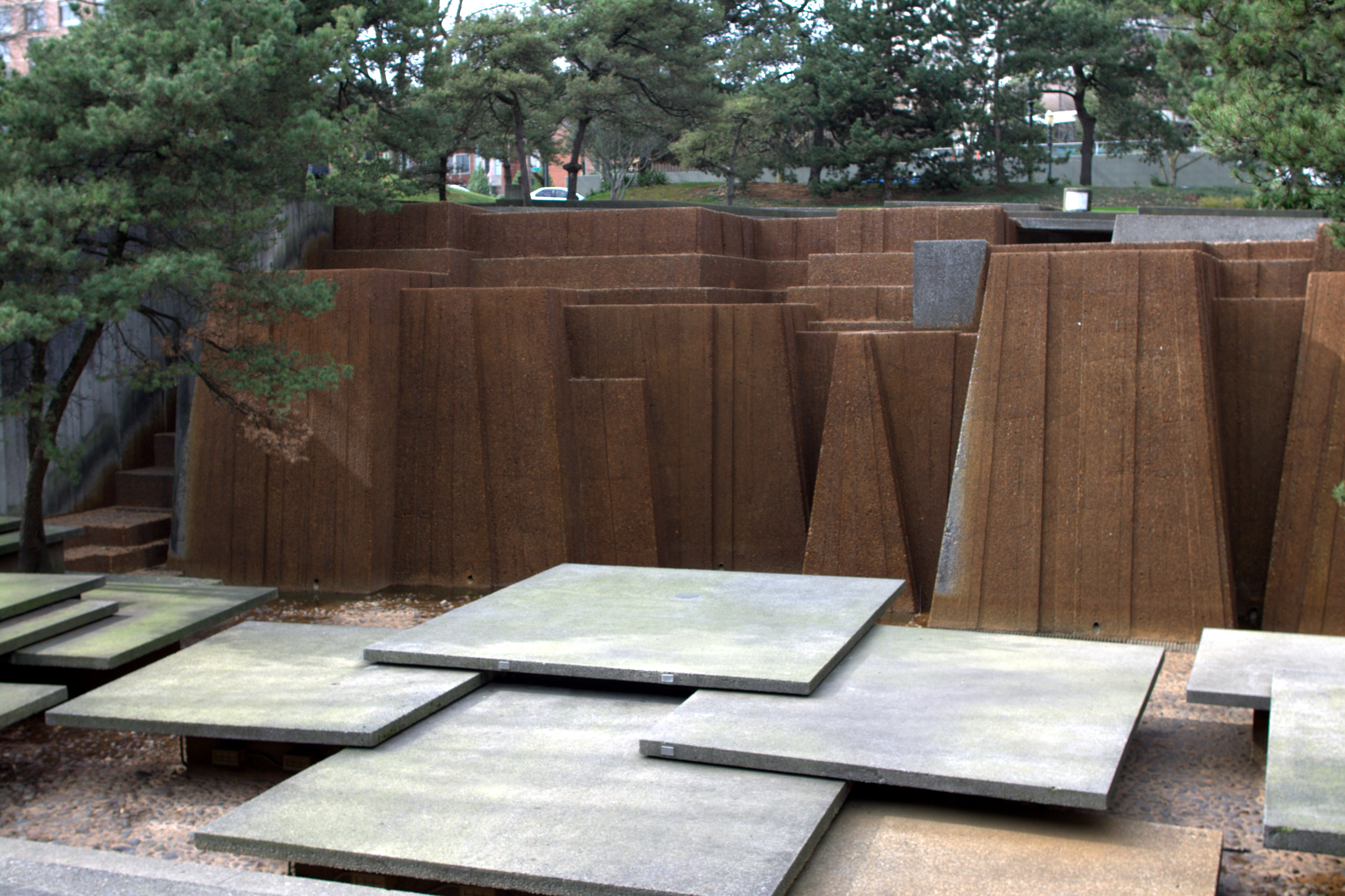
Keller Fountain Park (staat droog tijdens de winter) te Portland, VS
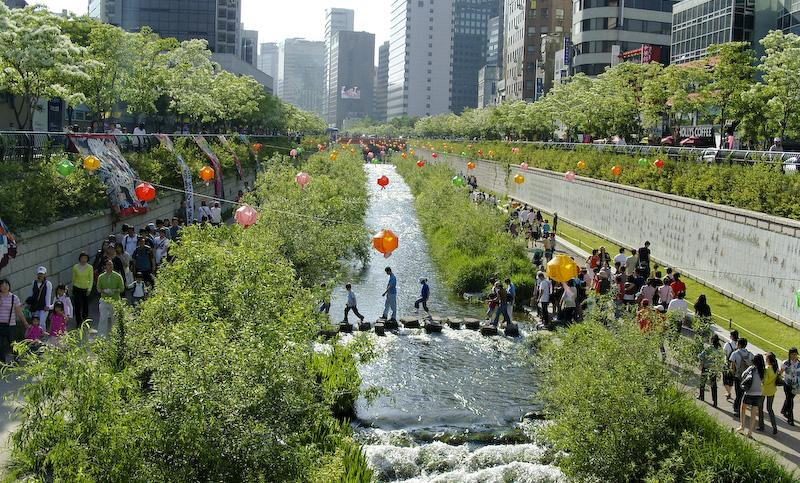
Mensen gebruiken stapstenen te Seoel, Zuid-Korea